# Rudolf Bandler

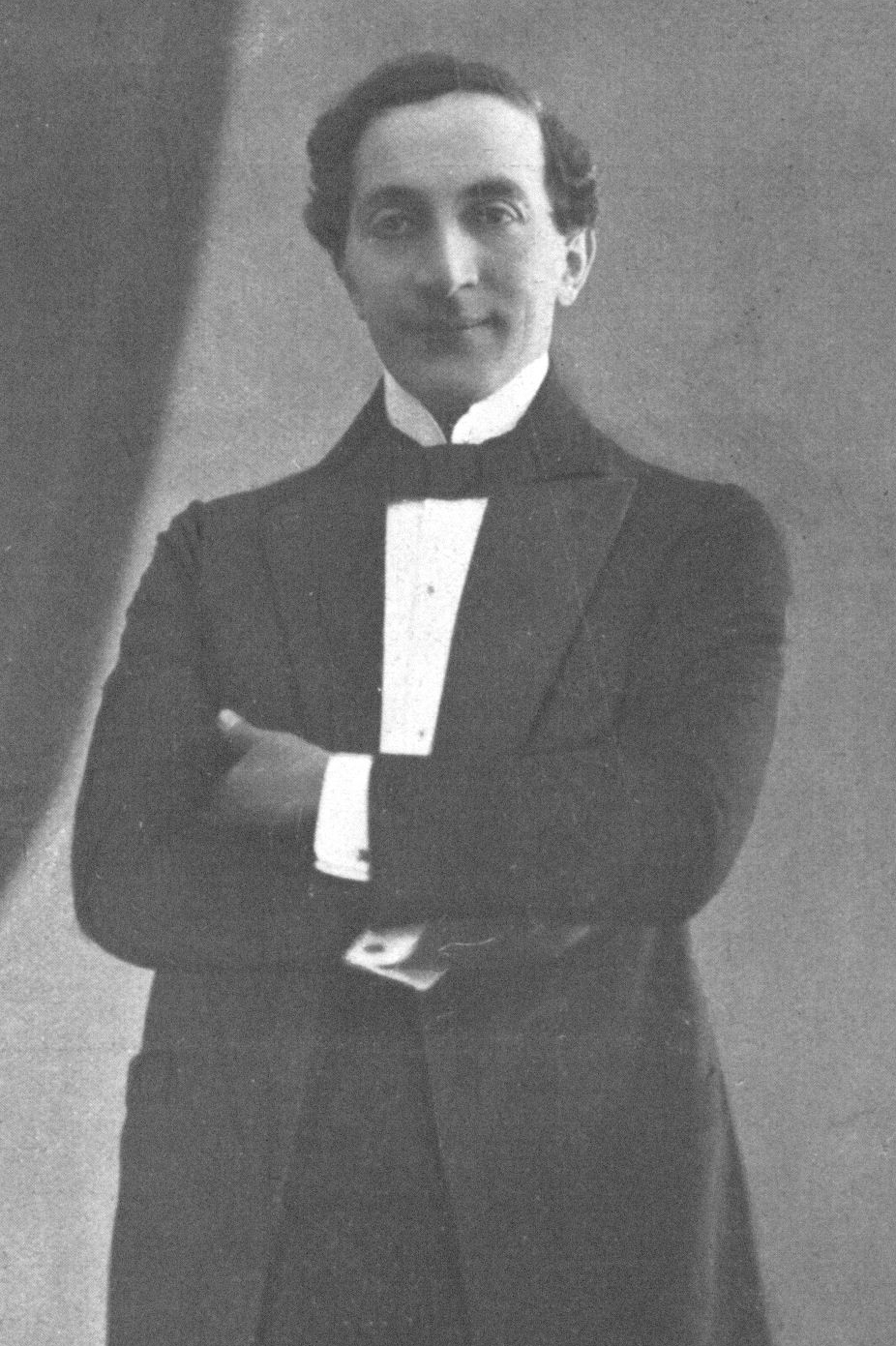
Aufnahme aus 1912

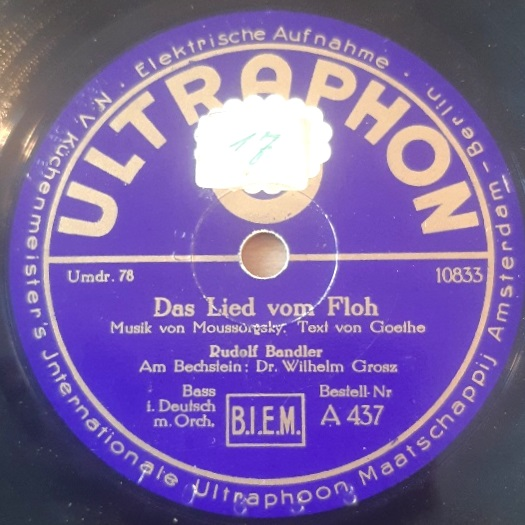
Schallplatte von Rudolf Bandler (Berlin 1930)

Rudolf Bandler (geboren 5. März 1878 in Rumburg, Österreich-Ungarn; gestorben 14. August 1944 im Ghetto Litzmannstadt im besetzten Polen) war ein deutsch-tschechoslowakischer Opernsänger (Bass) und Regisseur. Als Jude wurde er ein Opfer des Holocaust.

## Leben
Rudolf Bandler hatte sein erstes Engagement 1904 am Stadttheater Trier, danach war er in Metz (1905–07), am Stadttheater Essen (1907–12) und in den Jahren 1912–21 sowie 1924–27 an der Volksoper Wien beschäftigt. Gastauftritte hatte er in Breslau (1905), Köln (1908), Bremen (1909), am Stadttheater Hamburg (1909) und in Wien an der Staatsoper. 1927 ging er an das Deutsche Theater Prag, an dem er bis 1933 als Sänger und auch als Regisseur engagiert war.
1916 wirkte er an der Wiener Volksoper in der Uraufführung der Oper Das Testament von Wilhelm Kienzl mit. Auf Gastspielreisen sang er 1922 am Teatro Colón in Buenos Aires und am Theatro Municipal in Rio de Janeiro den Alberich im Ring des Nibelungen, 1928 in Rio de Janeiro den Bartolo in Figaros Hochzeit.
Bandler sang zunächst Partien für seriösen Bass und wechselte später ins Buffo-Fach.
Als Jude konnte er nach der Machtübergabe an die Nationalsozialisten in Deutschland nicht mehr auftreten. Bandler hatte seine Wohnung in Prag-Vinohrady. 1939 wurde die Tschechoslowakei von den Deutschen besetzt. Am 26. Oktober 1941 wurde Bandler mit dem Transport C der Prager Juden in das Ghetto Litzmannstadt im besetzten Polen deportiert. Ebenfalls ins Ghetto deportiert wurden seine Frau, die Pianistin Elisabeth (Lilly) Bandler (* 20. Februar 1901), die im Ghetto starb, und seine Tochter Susanne (Suse) (* 5. Mai 1924). Suse hatte in der Rundfunk-Kinderstunde am 5. Dezember 1934 in Bandlers Hörspiel Hans und Franz unterwegs im Schlaraffenland im Deutschen Rundfunk in Prag mitgewirkt. Im Ghetto Litzmannstadt hatte Bandler unter der Pianobegleitung von Dawid Bajgelman am 21. November 1942 einen Konzertabend mit Operettenmusik gegeben, dem Konzert wohnten sämtliche Spitzen der Behörden bei. Auch Lilly Bandler hatte bei Konzerten im Ghetto gespielt. Susanne Bandler wurde in das Konzentrationslager Auschwitz deportiert und überlebte den Holocaust. Sie emigrierte nach dem Krieg nach Großbritannien, wurde Schauspielerin und starb bereits mit 40 Jahren.
Sein Bruder Heinrich Bandler (* 19. November 1870 in Rumburg; † 8. Juni 1931 in Hamburg) wurde von 1882 bis 1888 am Prager Konservatorium bei Anton Bennewitz und von 1893 bis 1896 in Berlin bei Joseph Joachim als Violinist ausgebildet. 1892 bis 1896 als Solo-Bratschist am Breslauer Konzertverein tätig, ab 1896 Konzertmeister und 1. Geiger beim Philharmonischen Orchester Hamburg.
Gleichzeitig Leiter des Bandler-Quartetts, zu dem eine Zeitlang Emil Bohnke gehörte. Im Oktober 1903 spielte er als Solist das Beethoven-Violinkonzert und das Violinkonzert d-moll von Henri Vieuxtemps mit den Berliner Philharmonikern.
Am 3. Februar 1923 fand in Hamburg die Uraufführung von Erich Wolfgang Korngolds Klavierquintett E-Dur op. 15 statt. Es spielten das Bandler Quartett und der Komponist am Klavier.

## Schriften
- Humor im Lied : eine Reihe heiterer Gesänge. Ausgewählt und in seinen Konzerten vorgetragen von Rudolf Bandler. Berlin-Lichterfelde : Schlesinger ; Wien : Haslinger 1924.
- Lachendes Theater: lustiges Allerlei ; einem geneigten Publico zur Belustigung gesammelt. Prag : Selbstverlag 1937.

## Schallplatten
Ultraphon

Am Bechstein: Wilhelm Grosz. Aufgenommen im März 1930 in Berlin, Ultraphon-Studio Wilhelmsaue.
- Das Lied vom Floh. Musik Modest Mussorgski, Text Johann Wolfgang von Goethe. Best.-Nr. A 437 (Matr.-Nr. 10833). bei youtube
- Die Musik kommt. Musik Oscar Straus, Text Detlev von Liliencron. Best.-Nr. A 437 (Matr.-Nr. 10834). bei youtube

## Filmografie
- Meriota, die Tänzerin (Österreich 1921)